# Імператор усієї Іспанії
Імператор усієї Іспанії (лат. Imperator totius Hispaniae) — титул, що періодично вживався в X—XII століттях королями Астурії, Леону, Наварри та Кастилії.

## Історія
Титул вперше згадується в Кодексі Роди. В тому манускрипті кінця X століття Санчо I Наваррський (правив у 905—925) названий Sanzio Garseanis optime imperator, а Ордоньйо II Леонський — Ordonii imperatoris, натомість інші правителі Леону та Наварри мають лише титул короля (regis).
У хроніках X століття титулом імператора наділений і Альфонсо III Великий, однак у сучасних йому документах підтвердження застосування ним такого титулу немає. Припускають, що титул імператор усієї Іспанії почав вживатись передусім королями Леону як свідчення їхніх претензій на гегемонію серед усіх християнських держав Піренейського півострова. Подібним претензіям сприяли успіхи їхнього королівства в Реконкісті. Імператорський титул не став спадковим та не увійшов до постійної титулатури правителів Леону. Наприкінці X століття титул імператора вживав у своїх документах Раміро III, а в перших десятиріччях XI століття каталонський абат Оліба називав так Альфонсо V й Бермудо III.
1034 року, після встановлення своєї влади над більшою частиною королівства Леон, Санчо III Наваррський узяв титул rex Hispaniarum (король Іспанії). Можливо, він карбував монети, що містили імператорський титул — NAIARA/IMPERATOR — утім більшість сучасних істориків вважають, що ті монети карбувались королем Санчо I.
Після перемоги над своїм старшим братом, королем Наварри Гарсією IV, Фернандо I Кастильський 1056 року знову взяв титул імператора всієї Іспанії. Королі Кастилії вважали себе законними спадкоємцями королів вестготів і на підставі цього претендували на особливу роль серед інших королів Піренейського півострова.
Титул знову припинив використовуватись, коли після смерті Фернандо I відбувся розділ його володінь між його синами. Тільки 1077 року його другий син, Альфонсо VI, повторно об'єднав володіння батька, коронувався імператором усієї Іспанії. Він видав свою дочку та спадкоємицю Урраку за Альфонсо I Воїна, короля Наварри й Арагону, а той почав використовувати імператорський титул після смерті Альфонсо VI 1109 року. Арагонський король, хоч і керував Кастилією через шлюб, ніколи не панував над Леоном, однак був найсильнішим християнським правителем Піренейського півострова в той час.
1135 року Альфонсо VII був коронований в Леонському соборі імператором усієї Іспанії. Він вживав заходів до зміцнення своєї могутності, надавав підтримку Церкві та брав участь у Реконкісті, прагнучи підкорити своїй владі сусідні землі. Тому він увійшов в історію з прізвиськом Імператор, але після його смерті держава була розділена й імператорський титул знову вийшов з ужитку. Єдиний з наступних монархів, хто мав імператорський титул і фактично правив усією Іспанією (але без титулів імператора чи короля Іспанії), був Карл V.

## Імператори всієї Іспанії
- Альфонсо III Великий — король Астурії (866—910)
- Санчо I — король Наварри (905—925)
- Ордоньйо II — король Леону (914—924)
- Раміро III — король Леону (966—984)
- Альфонсо V — король Леону (999—1028)
- Бермудо III — король Леону (1028—1037)
- Санчо III Великий — король Наварри та граф Арагону від 1000, граф Собрарбе-Рібагорси від 1018, граф Кастилії від 1029
- Фернандо I Великий — король Кастилії від 1035, король Леону від 1037
- Альфонсо VI Хоробрий — король Леону від 1065, король Галісії та Кастилії від 1072
- Альфонсо I Воїн — король Наварри й Арагону від 1104, співправитель королівства Кастилія (але не Леону) від 1109 до 1114
- Альфонсо VII Імператор — король Галісії від 1111, король Леону від 1126, король Кастилії від 1127